# Percote
Percote era un'antica località dell'Asia Minore, posta sul lato asiatico dell'Ellesponto, a nord-est di Troia. 

I suoi abitanti erano detti Percosi.

## Storia

### Mitologia
Percote è menzionata diverse volte nella mitologia greca. Il più famoso dei suoi abitanti fu il nobile Merope, un grande veggente che ebbe quattro figli: Arisbe (destinata a diventare la prima moglie del re troiano Priamo, che poi la ripudiò dandola in matrimonio all'amico Irtaco), Clite (maritata giovanissima al coetaneo Cizico re dei Dolioni) e due maschi di nome Adrasto e Anfio, fondatori e sovrani delle città di Adrastea e Pitiea. 
Allo scoppio della guerra di Troia molti familiari di Merope presero parte al conflitto come alleati di Priamo: Adrasto, Anfio e i tre figli di Irtaco e Arisbe (Asio, Niso, Ippocoonte). 

Asio era nel frattempo divenuto re di Arisbe, città da lui fondata e chiamata col nome della madre e molti uomini del contingente militare da lui guidato venivano da Percote, che era stata incorporata con altre città nel suo regno.

### Decadenza
In epoca postmitica Percote decadde notevolmente, per rimanere infine abbandonata. Già ai tempi di Strabone la cittadina non esisteva più, come si legge nella sua Geografia.

### Fonti
- Omero, Iliade
- Apollonio Rodio, Argonautiche
- Strabone, Geografia